# Eliot Wieslander
Eliot Lundby Wieslander, tidigare Emma,  född 6 september 1972 i Eskilstuna, är en svensk samhällsdebattör som åren 2015–2022 var generalsekreterare i organisationen Läkare i Världen Sverige.

## Biografi
Eliot Wieslander är uppvuxen i Malmö, men bor sedan 1998 i Stockholm. 

### Samhällsengagemang
Sedan 2023 är Wieslander nationell samordnare för uppbyggnaden av Civila insatspersoner i hela landet genom Svenska Brandskyddsföreningen.
Wieslander har varit en flitig samhällsdebattör och varit aktiv i uppbyggnad av olika civilsamhällesorganisationer under hela sitt vuxna liv med särskilt intresse för sexuella rättigheter, migration och hållbarhet. Mellan 2009 och 2013 var Eliot Wieslander medlem i RFSU:s förbundsstyrelse där Eliot uttalat sig om HIV, stjärnfamiljen, flersamhet och transfrågor. År 2010 deltog Wieslander i ett uppmärksammat samtal med domprost Åke Bonnier om polyamori på Stockholm Pride som filmades av UR Samtiden.
Wieslander har under 2015 och 2016 synts i SVT:s program Studio Plus som expert på konsumentfrågor.
2015 blev Eliot Wieslander generalsekreterare i den ideella organisationen Läkare i Världen Sverige och utvecklade den under de kommande sju åren.
I december 2018 tilldelades Wieslander ChildX barnrättspris. 

### Rollspelare
Wieslander har länge vart föreningsaktiv i rollspelsrörelsen. Under åren 1997–1999 var Wieslander ordförande i riksförbundet Sverok (Sveriges roll- och konfliktspelsförbund) efter att ha varit vice ordförande och ställföreträdare under delar av 1996. Dessförinnan var Eliot ordförande i Sveroks södra distrikt och en av personerna som startade spelföreningen Tomtar och troll. 
År 2003 arrangerade Wieslander tillsammans med Katarina Björk lajvuppsättningen "Mellan himmel och hav" på Riksteatern i Hallunda. Efter denna produktion blev genusfrågor ett område som mainstreamas i många svenska lajv. Tillsammans med Christoffer Krämer arrangerade Wieslander spelkonventen SydCon IV (1995) och SydCon V (1996).
I april 2017 tilldelades Wieslander Rollspelsdraken av Föreningen WRNU.